# Cesarismo Democrático
El Cesarismo Democrático, cuyo título completo es Cesarismo Democrático. Estudio sobre las bases sociológicas de la constitución efectiva de Venezuela, es un libro escrito en 1919 por el sociólogo venezolano Laureano Vallenilla Lanz.Desde una perspectiva positivista, realiza un análisis de la guerra de independencia de Venezuela y afirma que fue una guerra civil entre los venezolanos principalmente debido a motivos de clase y raza.
En la obra desarrolla su teoría del gendarme necesario en la que afirma que producto de la guerra y de las características geográficas y mestizas de la población surgió una sociedad igualitaria y anárquica que solo podría ser controlada por medio de la autoridad caudillo ilustrado surgido del mismo pueblo.
Las ideas plasmadas en la obra fueron usadas por el mismo autor para defender la dictadura de Juan Vicente Gómez, y posteriormente fueron retomadas por su hijo Laureano Vallenilla Planchart como sustento de la dictadura de Marcos Pérez Jiménez.

## Contexto
A inicios del siglo XX Venezuela se encontraba azotada por guerras civiles, crisis económicas, bloqueos navales por potencias internacionales y perdidas del territorio. Dentro del ambiente intelectual se había extendido la idea del fracaso de la nación y la necesidad de refundar la misma. La corriente positivista era la dominante entre los intelectuales de la época que sustentados en premisas deterministas y racistas trataron de explicar la situación política y social imperante en la sociedad como una confrontación entre civilización y barbarie.

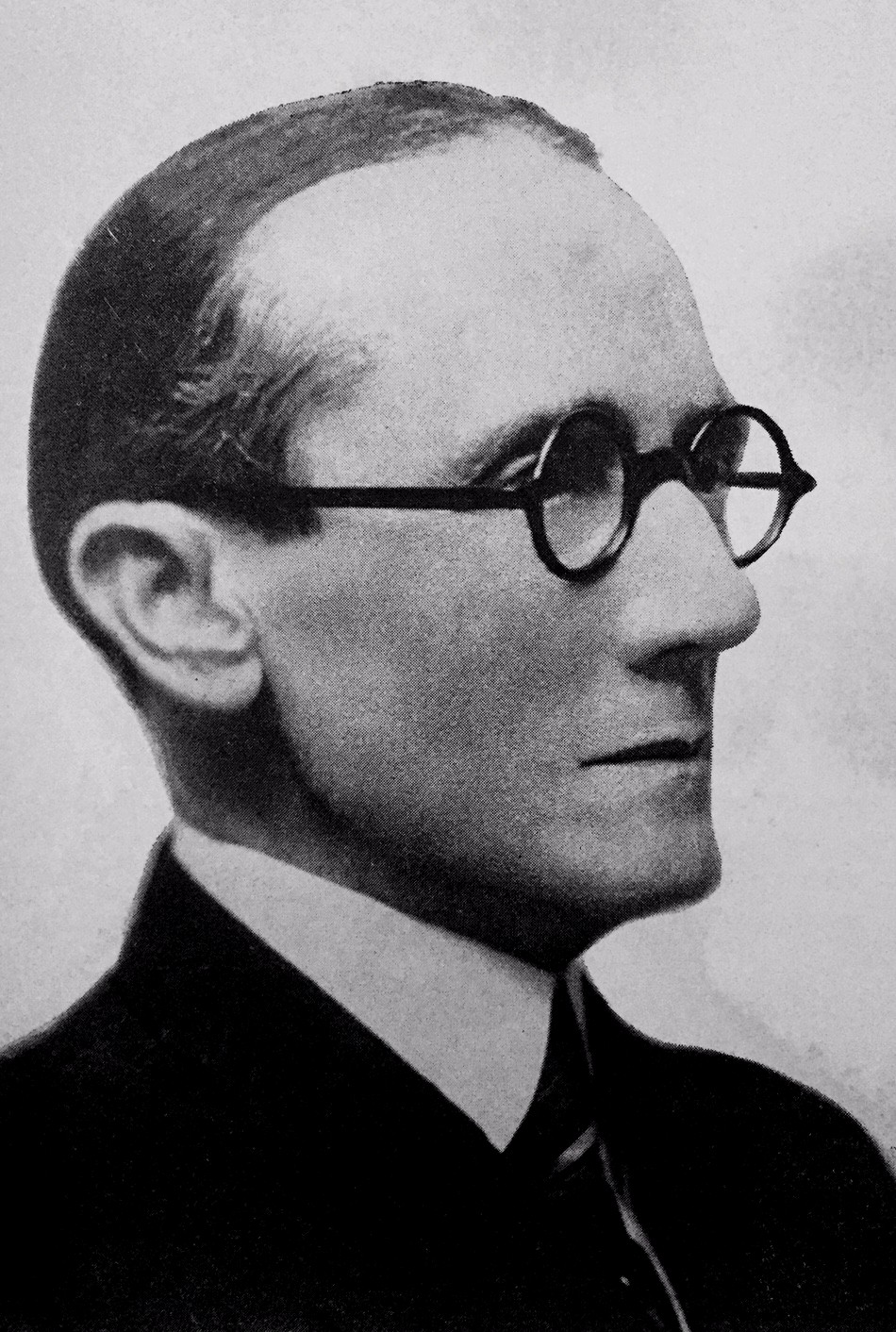
Laureano Vallenilla Lanz en los años 20.

Dentro de esta corriente destacaría Laureano Vallenilla Lanz, quien se volvió un abanderado de tales ideas y el principal defensor del régimen gomecista por medio de sus escritos. El libro se publicó en 1919 reuniendo una colección de ensayos bajo el título de Cesarismo Democrático. La obra se escribió mientras se encontraba en Europa entre 1905 y 1909, siendo publicado individualmente el capítulo titulado como el «El gendarme necesario» en 1911. En el libro se notaría la influencia de autores como Taine, Durkheim, Le Bon, Gil Fortoul y otros.

## Resumen
En el libro se analiza la guerra de independencia de Venezuela y muestra que ésta fue una guerra civil entre los mismos habitantes cuyas principales causas no fueron la separación de España, sino las profundas diferencias de clase y raza. Durante la guerra muestra cómo se fueron imponiendo los caudillos provenientes de llano que destruyeron las jerarquías sociales impuestas desde la colonia y desplazaron a los aristócratas locales. Sin embargo, estos nuevos liderazgos chocaron con algunos políticos e intelectuales de los centros urbanos que buscaban implementar ideas europeas democráticas.
Concluye desarrollando su tesis del gendarme necesario en la cual ante la imposibilidad aplicar ideas, constituciones y leyes democráticas a las masas mestizas y anárquicas llaneras, estas deben controlarse por la autoridad de un caudillo ilustrado proveniente del mismo pueblo que traiga el orden y progreso.

### Fue una guerra civil
En el primer capítulo se comienza afirmando que la guerra de independencia de Venezuela fue una guerra civil en la que participaron principalmente los pobladores del país y pocos soldados españoles que fueron arribando durante la guerra. Basado en los censos de la época, muestra que existió un número reducido de españoles, muchos de los cuales llevaban varios años de residencia y estaban totalmente integrados.
Prosigue mencionando que la guerra fue una «lucha entre hermanos», en el que la mayoría del pueblo defendió al bando realista durante los primeros años del conflicto. También opina que muchos de los crímenes atribuidos a los españoles fueron cometidos por realistas venezolanos y algunos españoles, como José Tomás Boves o Francisco Rosete.Menciona que, a diferencia de otros países del continente, la guerra se tornó excesivamente sangrienta, dejando un legado de caos.

### Los iniciadores de la revolución
En el segundo capítulo se estudia como la influencia de la Revolución francesa llegó a la nación a través de las Antillas.Muestra como los mantuanos habían mantenido una fuerte discriminación hacia los pardos y blancos de orilla, los cuales componían la mayoría de la población. Continúa analizando como los españoles que regían en el país en años previos al inicio de la guerra fueron implementando algunas leyes en beneficio de los mestizos y blancos pobres, ya que necesitaban el apoyo de las clases bajas para mantener el poder que les era disputado por los criollos. Llega a afirmar que los españoles inconscientemente favorecieron la igualación de las castas y la democratización.
En cambio, dice que los mantuanos al proclamar la república, luchaban para mantener las diferencias sociales y contra el monopolio comercial de España. Expone que el partido godo estaba compuesto principalmente por plebeyos y personas de color, además se muestra en desacuerdo en considerar a las autoridades españolas de la época, como Vicente Emparan, de ser déspotas y tiranos.

### Los prejuicios de casta. Heterogeneidad y democracia
En el capítulo tercero se menciona que era probable que gran parte de los mantuanos tuvieran alguna porción de sangre india y negra, al igual que los españoles probablemente estarían mezclados con judíos y moros. Si bien opina que no existen razas puras y no se muestra de acuerdo en su totalidad con algunas ideas racistas, da su apoyo a ideas deterministas y de un supuesto mejoramiento por medio del blanqueamiento racial.
Cree que en Europa existió un proceso de mestizaje, pero que los blancos absorbieron a los asiáticos y africanos con algunas excepciones en sur del continente. Mientras que en Venezuela la diversidad étnica dificultó este proceso de absorción, manteniendo en la sociedad discriminaciones provenientes de Europa en función del color de la piel. Muestra la preocupación y los prejuicios de los mantuanos por el ascenso social de los mestizos que «iban mejorando sus caracteres somáticos por los enlaces sucesivos con los blancos hasta confundirse con éstos (...)».

### La insurrección popular
En el cuarto capítulo analiza como por las influencias de los enciclopedistas y el racionalismo se propagaron las ideas de igualdad y de considerar al ser humano como bueno y razonable. Para Vallenilla estas ideas provocaron que la revolución de independencia fuera un «error de psicología», ya que los teóricos de estas propuestas idealizaban al ser humano creyendo que al acabar con el sistema colonial daría como resultado «un pueblo noble y virtuoso» olvidando los «caracteres innatos» de estos pueblos.
Expone como durante la guerra salieron a flote los viejos conflictos sociales, de clase y de raza. Muestra como desde los llanos surgirán «hordas bárbaras» no sometidas a ninguna autoridad ni ley que siguiendo «sus instintos característicos» atacaron a las poblaciones urbanas. Ante este panorama dice que surgiría la figura del caudillo, haciendo énfasis en el militar José Tomás Boves. Para el Boves no debería ser considerado un español o extranjero, sino un llanero que no luchó por España, sino en contra de los mantuanos.
Opina que José Tomás Boves fue el primero en promover la igualación de las castas al colocar oficiales de color en altas posiciones en su ejército, logrando gran popularidad entre la población y despertando el temor en los blancos tanto patriotas como realistas. Incluso llega a afirmar que si Boves hubiera cambiado de bando habría alcanzado los mayores logros en beneficio de la nación y posiblemente la literatura venezolana estaría llena de poemas en su honor.

### Psicología de la masa popular
En el capítulo cinco menciona como muchos autores y políticos justificaron la oposición de las masas a la causa independentista, por la ignorancia y el fanatismo.Sin embargo, para Laureano Vallenilla Lanz esto se debió a los diversos conflictos raciales y sociales, provocando que se pusieran bajo las órdenes de Boves y otros realistas, cometiendo graves crímenes.
Prosigue diciendo como posteriormente la mayoría de estos mismos soldados calificados como «montoneras delincuentes» se incorporaran bajo las órdenes del general José Antonio Páez y otros patriotas, dispuestos a seguir cometiendo los mismos crímenes ahora no en nombre de Fernando VII sino por la patria, y como dentro de estos soldados surgieron algunos de los grandes héroes de la independencia.
Según Laureano Vallenilla Lanz al culminar la guerra la mayoría de las tierras quedaron en manos de caudillos como José Antonio Páez, José Gregorio Monagas y otros. Lo que provocó que tras el conflicto los llaneros se dedicaran al robo y saqueo, disfrazando sus «bárbaros impulsos», en principios políticos y reformas constitucionales, mencionando los movimientos encabezados por el militar Ezequiel Zamora.

### El gendarme necesario
En el capítulo seis afirma que en Latinoamérica existe una «necesidad fatal» de un gendarme que imponga mano dura y logre mantener la paz por medio del temor a su autoridad y no por leyes, llegando a afirmar que «los jefes no se eligen sino se imponen». Expone como la conflictividad social posterior a la guerra fue controlada con mano dura por medio del control férreo de gendarmes como José Antonio Páez y José Tadeo Monagas.
Para Laureano Vallenilla Lanz, a diferencia de otros países de la región, los indígenas venezolanos fueron muy aguerridos, haciendo excesivamente sangrienta la conquista. Aunado a esto la mayoría de los mestizos eran mulatos con supuestas características individualistas, aventureros, violentos y anárquicos.
Menciona que este tipo de población sumado a la geografía de llanura favoreció el jacobinismo, tendencias igualitarias y la anarquía. Sumado a la falta de influencia de las leyes de origen romano y el catolicismo, lo que no favoreció la aparición de un comportamiento colectivista y gregario, sino a que por medio del ascenso militar se impusiera «la supremacía del más fuerte» logrando la aparición del caudillo. Dentro de ese contexto menciona como crece la impopularidad de Bolívar por tratar de mantener el poder por medio de su autoridad y sus tendencias monárquicas. Esto le valió las críticas de los constitucionalistas y legalistas como el militar Francisco de Paula Santander.
Dice que Bolívar era un representante de la aristocracia colonial y como tal representaba los ideales e intereses de estas y difícilmente se adaptaría a la «investidura semibárbara» de los liderazgos que requerían «los pueblos de llanuras». Si bien afirma que Bolívar y los de su clase llegaron a confundirse con caudillos al finalizar la guerra la separación fue «fatal e inevitable».
Mientras que los representantes de las masas populares, como Páez, lograron el ascenso social por vía militar y política uniéndose a la causa iniciada por los aristócratas.Prosigue exponiendo como la lucha por el poder entre Bolívar y Páez desató nuevamente los conflictos raciales latentes en la sociedad.
Dice que Páez llegó a ser un hombre de Estado que no se sometió a la constitución como es considerado por algunos, sino que por su autoridad logró imponer el orden. También menciona como debido a sus humildes orígenes llegó convertirse en un gran político que al igual que lo lograron en otros países personajes que se dedicaban a la agricultura, comercio, industria; y no los grandes oradores.

### Los principios constitucionales del Libertador. La ley boliviana
El séptimo capítulo comienza analizando como Simón Bolívar no centraba las formas de gobierno en teorías ajenas, sino que tomó en cuenta la raza, el clima y la cultura de la sociedad; solicitando no la mejor constitución sino la que mejor se adaptara al pueblo. Opina que el libertador no vio en la sociedad elementos que permitieran lograr la instauración de principios republicanos democráticos, prefiriendo un gobierno estable por medio de un «presidente» vitalicio y con capacidad de elegir a su sucesor.
Muestra como se criticó a Bolívar durante la guerra por sus actitudes autoritarias, y ataca a aquellos que trataron de implantar valores democráticos durante el conflicto, afirmado que debido a la anarquía del mismo hizo imperante la necesidad del gendarme necesario. Prosigue criticando a intelectuales latinoamericanos que defienden el constitucionalismo, la democracia y el federalismo por considerar que atentan contra la naturaleza de las sociedades de la región debido a la «fatal contradicción entre la ley y el hecho».
Continúa analizando diversos regímenes dictatoriales en los países latinoamericanos afirmando que países de llanuras como Argentina, Uruguay y Venezuela; son pueblos de caudillos que han, supuestamente, traído prosperidad y orden. Mientras que en países que geográficamente no favorecían la aparición de caudillos como Bolivia y Colombia se mezcló la «teocracia española» con civilizaciones indígenas con cierto nivel de desarrollo que a la larga provocaron el caos e impidieron el ascenso social.Concluye afirmando que los pueblos sedentarios no producen caudillos, ya que estos no son «el resultado de la inteligencia sino del instinto».

### Los partidos históricos
En el último capítulo se estudia el origen de los partidos Liberal y Conservador.Muestra como desde la guerra de independencia se dividió a la población en godos y patriotas. Con los pasos de los años, el partido godo pasó a ser denominado conservador y los patriotas liberales; sin embargo, no siguieron premisas doctrinarias. Además, muestra como en ocasiones los godos llegaron a tomar posturas más jacobinas y radicales que los liberales.
Expone como los godos estaban compuestos por comerciantes y burócratas de clase media del régimen colonial que se unieron a los mantuanos que promovieron la independencia y tras la guerra la mayoría se alió a José Antonio Páez y promovieron la disolución de la Gran Colombia. Continúa analizando como al llegar al poder los godos tratan de imponer el orden por medio de leyes y decretos a una población acostumbrada a la anarquía y el control de caudillos. Muestra el rechazo de los soldados a la imposición de estas leyes que les restringían los beneficios adquiridos por medio de las lanzas, desarrollándose el «odio y horror a la oligarquía».
Prosigue exponiendo como el poder de José Antonio Páez se va debilitando por el empeño de algunos de los intelectuales de la época que buscaban limitar su influencia, favoreciendo ideas como el laissez faire que revivió la «lucha de todos contra todos» promoviendo la anarquía y haciendo más necesaria la presencia de un gendarme.
Expone que el igualitarismo venezolano no se debe exclusivamente a las ideas democráticas provenientes de Europa, sino a las características propias de «pueblos pastores» en donde las clases bajas persiguieron el ascenso social siguiendo supuestos impulsos individualistas, aventureros y «trepadores». Llegando incluso, según Vallenilla, casi a desmentir las teorías de la desigualdad mental de las razas. Culmina diciendo que el Cesarismo Democrático consiste en «la igualdad bajo un jefe», el cual surge del mismo pueblo que posee características igualitarias, imponiéndose por medio de su autoridad.

## Recepción
Tras su publicación el libro tuvo una importante repercusión nacional y en algunos países europeos y latinoamericanos, ya que en el se recogía la ideología oficial del gomecismo y contaba con el apoyo de la prensa afín al régimen.El libro tuvo cierta influencia en autores fascistas italianos e incluso el dictador Benito Mussolini habría leído el mismo.
La obra contó con el elogio de reconocidos intelectuales de la talla de Lisandro Alvarado, Miguel de Unamuno, Ramiro de Maeztu, entre otros. Aunque se ganó el rechazo de muchos pensadores y políticos latinoamericanos como Eduardo Santos, Carlos Irazábal, Mariano Picón Salas, Arturo Uslar Pietri y Augusto Mijares.
El libro fue históricamente reconocido como un intento de apología a la dictadura de Juan Vicente Gómez y tras el paso de los años la obra y su autor pasaron al ostracismo. Luego de la muerte de Vallenilla Lanz en 1936, el político Rómulo Betancourt, quien lo llamaba como el «Maquiavelo tropical», lo calificó como el máximo representante «la prostitución intelectual» del país.
Tras el arribo de la dictadura de Marcos Pérez Jiménez, este tomó por ideología oficial el Nuevo Ideal Nacional. Si bien en un principio el dictador asumió la autoría de la misma, posteriormente admitió la influencia del pensamiento de Vallenilla Lanz por medio de su hijo Laureano Vallenilla Lanz-Planchart, quien fue un funcionario importante dentro del régimen.
Para algunos el libro es uno de los más influyentes y mejor escritos de la literatura venezolana que si bien con el paso de los años sus ideas racistas y deterministas han sido desmentidas, sigue manteniendo una actual vigencia en su análisis de la guerra de independencia, la conflictividad social y el caudillismo en la nación.
De acuerdo autores, la obra fue la primera en desmitificar y desromantizar la guerra de independencia y a los soldados que lucharon en ella, haciéndola perder el carácter de gesta heroica y dejando en evidencia los prejuicios y odios de la época. Además, según autores, la obra que fue usada para justificar la dictadura gomecista pudo servir para justificar otros regímenes similares en la nación y culto a la personalidad de los mismos. Algunos han llegado a considerar al militar Hugo Chávez como un exponente más del cesarismo venezolano.